# Vincenc Barták
Vincenc Barták, křtěný Vincenc Václav Jan, psán též Bardák, křestní jméno také Čeněk (7. února 1797 Hřiměždice – 29. září 1861 Praha) byl český hudební skladatel a houslista.

## Život
Vincenc Barták se narodil roku 1797 v obci Hřiměždice v okrese Příbram.
Hru na housle studoval na nedávno založené pražské konzervatoři a stal se jedním z jejích prvních absolventů. Jeho učitelem byl Bedřich Vilém Pixis. Působil jako houslista ve Stavovském divadle. V letech 1842–1845 suploval na konzervatoři. Od roku 1845 až do své smrti vyučoval v Slepeckém ústavu v Praze 4.

## Dílo
Zkomponoval celou řadu skladeb pro smyčcové nástroje, spíše komorního charakteru. Napsal jeden z prvních českých singspielů, dvouaktovou veselohru Pražští sládci aneb Kubíček dostane za vyučenou. Hra byla s úspěchem uváděna v letech 1821–1824 v Theisingerově divadle v Praze.
Je autorem dříve hojně užívané houslové školy (Theoreticko-praktická škola hry na housle ve dvou odděleních), kterou později upravil Vojtěch Hřímalý mladší.